# Jerry Abbott
Jerry Bob Abbott (Abilene, 8 aprile 1942 – Denton, 2 aprile 2024) è stato un cantautore e produttore discografico statunitense, nonché padre dei musicisti heavy metal Dimebag Darrell e Vinnie Paul, entrambi icone del gruppo groove metal Pantera.

## Biografia
Jerry fu sempre un appassionato di musica, in particolare di quella di genere country e, messa da parte una fortuna nella sua età giovanile, poté creare uno studio di registrazione, i Pantego Sound Studios, che fondò nella sua città, Pantego in Texas. Ben presto i suoi studi ottennero fama e divennero teatro di esibizioni di band come i Kiss. Ebbe due figli, Dimebag Darrell e Vinnie Paul, che fin da tenera età avvicinò alla musica e fece partecipare a competizioni per musicisti. Quando i suoi figli decisero di fondare una band nel 1981, i Pantera, Jerry creò una etichetta discografica di famiglia, la Metal Magic Records, e offrì ai ragazzi la possibilità di suonare nei suoi studi. Egli fu anche il produttore dei primi quattro cd, di genere glam metal, della band, rendendo però la sua identità "nascosta" facendosi chiamare "The Eldn". Quando i Pantera sfondarono definitivamente nel mondo musicale e ottennero un contratto con una vera e propria etichetta discografica, Jerry tornò al suo lavoro di produttore e compositore.

## Produzioni
- Metal Magic (1983)
- Projects in the Jungle (1984)
- I Am the Night (1985)
- Power Metal (1988)